# Bahnstrecke Bad Neustadt–Bad Königshofen
| Streckennummer (DB): | 5241                 |                            |                        |
| Kursbuchstrecke (DB): | 815                  |                            |                        |
| Kursbuchstrecke: | 419h (1946)          |                            |                        |
| Streckenlänge: | 23,2 km              |                            |                        |
| Spurweite: | 1435 mm (Normalspur) |                            |                        |
| Maximale Neigung: | 18,2 ‰               |                            |                        |
| Minimaler Radius: | 171 m                |                            |                        |
| |                      |                            |                        |
| \| \| \| von Schweinfurt \| \| \| \| 0,00 \| Bad Neustadt (Saale) \| 232,4 m ü. NN \| \| \| \| Kastanienallee \| \| \| \| \| B 279 neu \| \| \| \| \| nach Meiningen \| \| \| \| \| Fränkische Saale \| \| \| \| \| Wetterstraße \| \| \| \| 3,9 \| Heustreu bis 1961 \| Heustreu bis 1961 \| \| \| 5,82 \| Hollstadt \| Hollstadt \| \| \| \| A 71 \| \| \| \| \| Bundesstraße 279 alt \| \| \| \| \| Fränkische Saale \| \| \| \| \| Fränkische Saale \| \| \| \| 9,6 \| Taubachsmühle bis 1963 \| Taubachsmühle bis 1963 \| \| \| \| Bundesstraße 279 \| \| \| \| \| Fränkische Saale \| \| \| \| 10,99 \| Wülfershausen (Saale) \| Wülfershausen (Saale) \| \| \| 12,68 \| Saal (Saale) \| Saal (Saale) \| \| \| \| Fränkische Saale \| \| \| \| \| Großeibstädter Straße \| \| \| \| 16,53 \| Kleineibstadt \| Kleineibstadt \| \| \| 19,23 \| Großeibstadt \| Großeibstadt \| \| \| \| Kleinbardorfer Straße \| \| \| \| \| Schweinfurter Straße ? \| \| \| \| 23,24 \| Bad Königshofen i Grabfeld \| 275,8 m ü. NN \| |                      |                            |                        |
| Strecke |                      | von Schweinfurt            | von Schweinfurt        |
| Bahnhof | 0,00                 | Bad Neustadt (Saale)       | 232,4 m ü. NN          |
| Strecke mit Straßenbrücke |                      | Kastanienallee             | Kastanienallee         |
| Strecke mit Straßenbrücke |                      | B 279 neu                  | B 279 neu              |
| Abzweig ehemals geradeaus und nach links |                      | nach Meiningen             | nach Meiningen         |
| Brücke über Wasserlauf (Strecke außer Betrieb) |                      | Fränkische Saale           | Fränkische Saale       |
| Bahnübergang (Strecke außer Betrieb) |                      | Wetterstraße               | Wetterstraße           |
| Haltepunkt / Haltestelle (Strecke außer Betrieb) | 3,9                  | Heustreu bis 1961          | Heustreu bis 1961      |
| Haltepunkt / Haltestelle (Strecke außer Betrieb) | 5,82                 | Hollstadt                  | Hollstadt              |
| Strecke mit Straßenbrücke (Strecke außer Betrieb) |                      | A 71                       | A 71                   |
| Bahnübergang (Strecke außer Betrieb) |                      | Bundesstraße 279 alt       | Bundesstraße 279 alt   |
| Brücke über Wasserlauf (Strecke außer Betrieb) |                      | Fränkische Saale           | Fränkische Saale       |
| Brücke über Wasserlauf (Strecke außer Betrieb) |                      | Fränkische Saale           | Fränkische Saale       |
| Haltepunkt / Haltestelle (Strecke außer Betrieb) | 9,6                  | Taubachsmühle bis 1963     | Taubachsmühle bis 1963 |
| Bahnübergang (Strecke außer Betrieb) |                      | Bundesstraße 279           | Bundesstraße 279       |
| Brücke über Wasserlauf (Strecke außer Betrieb) |                      | Fränkische Saale           | Fränkische Saale       |
| Haltepunkt / Haltestelle (Strecke außer Betrieb) | 10,99                | Wülfershausen (Saale)      | Wülfershausen (Saale)  |
| Haltepunkt / Haltestelle (Strecke außer Betrieb) | 12,68                | Saal (Saale)               | Saal (Saale)           |
| Brücke über Wasserlauf (Strecke außer Betrieb) |                      | Fränkische Saale           | Fränkische Saale       |
| Bahnübergang (Strecke außer Betrieb) |                      | Großeibstädter Straße      | Großeibstädter Straße  |
| Haltepunkt / Haltestelle (Strecke außer Betrieb) | 16,53                | Kleineibstadt              | Kleineibstadt          |
| Haltepunkt / Haltestelle (Strecke außer Betrieb) | 19,23                | Großeibstadt               | Großeibstadt           |
| Bahnübergang (Strecke außer Betrieb) |                      | Kleinbardorfer Straße      | Kleinbardorfer Straße  |
| Bahnübergang (Strecke außer Betrieb) |                      | Schweinfurter Straße ?     | Schweinfurter Straße ? |
| Kopfbahnhof Streckenende (Strecke außer Betrieb) | 23,24                | Bad Königshofen i Grabfeld | 275,8 m ü. NN          |

Die Bahnstrecke Bad Neustadt–Bad Königshofen war eine eingleisige gut 23 Kilometer lange Nebenbahn in Unterfranken, die von Bad Neustadt an der Saale nach Bad Königshofen im Grabfeld verlief. Die Bahnstrecke entlang der Fränkischen Saale wurde auch Grabfeldbahn genannt. Im Jahr 1997 wurde die Strecke abgebaut.

## Geschichte

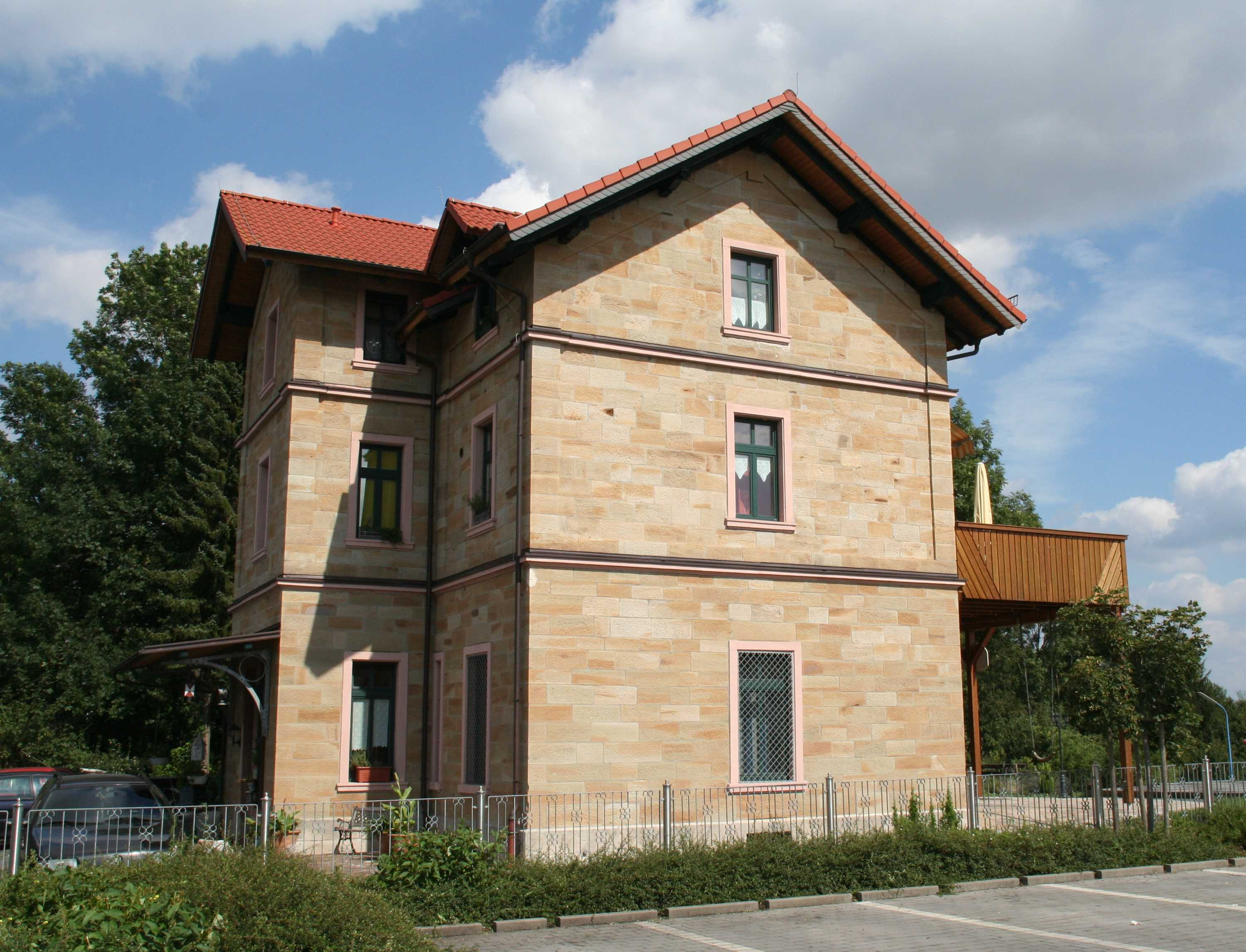
Ehemaliges Empfangsgebäude in Bad Königshofen

Am 30. April 1888 beschloss der Bayerische Landtag das Gesetz zum Bau und Betrieb einer Lokalbahn, die Königshofen mit Neustadt verbindet und dort einen Anschluss an die 1874 eröffnete Hauptbahn Richtung Schweinfurt herstellt. Dazu wurden 1,047 Millionen Mark bewilligt.
Baubeginn war schließlich im März 1892 und ein Jahr später am 1. Oktober 1893 folgte durch die Bayerische Staatsbahn die feierliche Eröffnung der Lokalbahn.

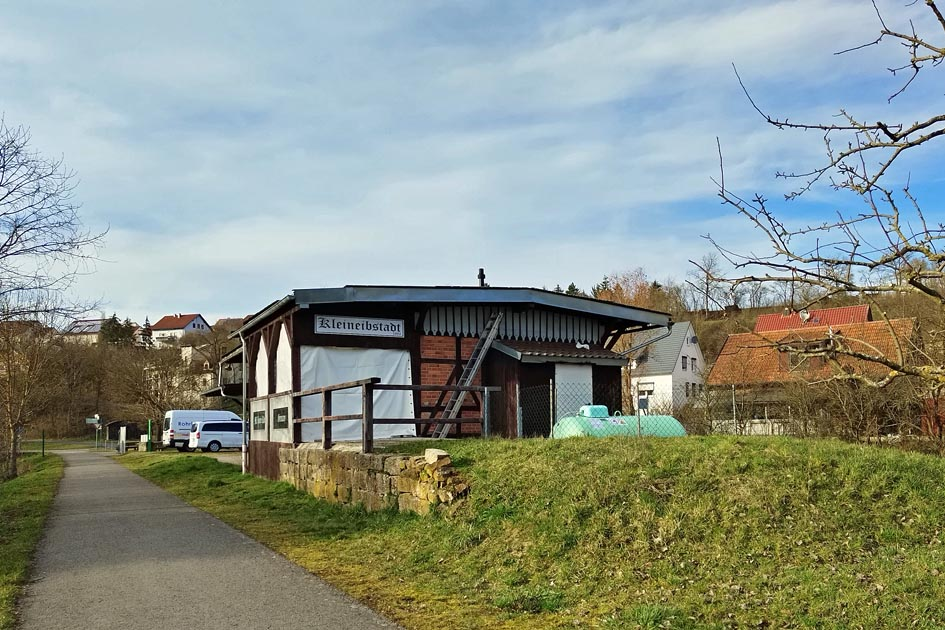
Ehemalige Haltestelle Kleineibstadt

Am 30. Mai 1976 wurde der Personenzugverkehr, am 30. Dezember 1994 der Güterzugverkehr eingestellt. Das Eisenbahn-Bundesamt genehmigte am 11. Mai 1995 die Stilllegung der Strecke, die daraufhin zum 1. August 1995 vollzogen wurde. Der Rückbau der Gleisanlagen war im Juni 1997 abgeschlossen. Auf der Trasse wurde später der Saaletal-Radweg gebaut.

## Verkehr
Zum Einsatz kamen auf der Strecke unter anderem die Dampflokomotiven der Baureihen  98.8 und später DR-Baureihe 98.11. Ab Dezember 1968 verkehrte die Diesellokomotive V 100, im Jahr 1972 folgte im Personenverkehr der  Schienenbus. 